# Зуї Тан
Зуї Тан (в'єт. Duy Tân; 19 вересня 1900 — 26 грудня 1945) — 11-й імператор династії Нгуєн у державі Дайнам (фактично в Аннамі), який володарював в 1907—1916 роках.

## Життєпис

### Імператор
Син імператора Тхань Тхая від наложниці Нгуєн Тхі Дінь. Народився 1900 року в Хюе, отримавши ім'я Фук Вінь Шан. У липні французьким урядом було прийнято про відсторонення Тхань Тхая від влади. Спочатку французи планували самостійно обрати спадкоємця, але це збурило знать Дайнаму. Тоді вибір наступника було віддано Тхань Тхаю, який обрав Фук вінь Шана. Він став відомий під девізом Зуї Тан.
З самого початку колоніальна влада намагалася скористатися ім'ям нового імператора для просування своїх економічних та політичних цілей в Аннамі, де все ще представники династії Нгуєн мали певну владу. У 1908 році французи придушити антиподаткове повстання в Аннамі. Того ж року було здійснено спробу знищити французьку залогу в Ханойській цитаделі. Протягом 1909—1910 років французи вели війну протис елянської армії Хоанг Хоа Тема в Тонкіні. Водночас Зуї Тан опинився під впливом мандарина Чан Као Вана, що негативно ставився до французької адміністрації. З 1912 року Францією стала проводитися політика, спрямована на обмеження Регентської ради робити якісь кадрові призначення місцевих чиновників.
1915 року перебрав власне керування, негайно проявивши своє бажання відновити самостійну політику у внутрішніх справах. Загальне невдоволення населення Аннаму і Тонкіна спонукало імператора до підготовки до повстання. Цьому також сприяв початок Першої світової війни у 1914 році. 1916 року Зуї Тан таємно залишив Заборонене місто в Хюе, плануючи очолити селянське повстання, що почалося в провінціях Тхиатхієн, Куангнам, Куангнгай. Але плани Хуї Тана було викрито, його схоплено та заслано на о. Реюньйон в Індійському океані. Новим імператором став Кхай Дінь, син колишнього імператора Донг Кханя.

### Подальше життя
У засланні продовжував підтримувати в'єтнамський визвольний рух. Водночас захопився радіоелектрикою, ставши першим радіоаматором на Реюньйоні. Під час Другої світової війни долучився до визволення Реюньйону від військ режиму Віші. Невдовзі приєднався до руху Вільна Франція ставши військово-морським офіцером на французькому есмінці «Леопард» на посаді радиста. Відзначився у боях на Мадагаскарі. З 1945 року воював у Франції. Поступово пройшов офіцерські звання, ставши у вересні 1945 року підполковником.
Шарль де Голль вів переговори з Зуї Таном, який був все ще досить популярний у в'єтнамській громадськості, про повернення до В'єтнаму в якості імператора. Той погодився, але загинув в авіакатастрофі біля міста Мбаїкі (сучасна Центральноафриканська республіка). Був посмертно нагороджений Великим хрестом Ордена Почесного легіону, офіцерською Медаллю Опору і став кавалером Ордена Визволення.